# Puiseux-en-Retz
Puiseux-en-Retz é uma comuna francesa na região administrativa de Altos da França, no departamento de Aisne. Estende-se por uma área de 9,88 km². Em 2010 a comuna tinha 221 habitantes (densidade: 22,4 hab./km²).